# آلفن آن درین
شهر آلفن آن درین (به هلندی: Alphen aan den Rijn) در هلند جنوبی در کشور هلند واقع شده‌است. جمعیت این شهر ۷۱٫۶۶۵ نفر  است.